# Dese
Dese (eller Dessie) er en by i det nordlige Etiopien, med et indbyggertal (pr. 2015) på cirka 187.900. Byen blev grundlagt i 1882.